# Rod Fanni
Rod Fanni (ur. 6 grudnia 1981 w Martigues) – francuski piłkarz benińskiego pochodzenia występujący na pozycji obrońcy w kanadyjskim klubie Montreal. Były reprezentant Francji.

## Kariera klubowa
Rodzice Fanniego pochodzą z Beninu, a on sam urodził się już we francuskim mieście Martigues. Tam też rozpoczął piłkarską karierę w klubie FC Martigues i w sezonie 1999/2000 zadebiutował w jego barwach w trzeciej lidze francuskiej. Na koniec sezonu awansował z Martigues do Ligue 2. Po awansie Martigues był podstawowym zawodnikiem zespołu i spędził w nim dwa sezony.
W lipcu 2002 roku Fanni zmienił barwy klubowe i odszedł do pierwszoligowego RC Lens, prowadzonego wówczas przez trenera Joëla Mullera. W barwach Lens po raz pierwszy wystąpił 10 września w przegranym 0:1 wyjazdowym spotkaniu z Olympique Lyon. W Lens grał przez dwa lata i występował na przemian z Daoudą Jabim. W 2004 roku Rod został na rok wypożyczony do drugoligowego LB Châteauroux, w którym grał do końca sezonu 2004/05.
Po zakończeniu kontraktu z Lens Fanni odszedł z klubu za darmo i latem 2005 podpisał kontrakt z OGC Nice. W barwach nowego zespołu zadebiutował 17 września w przegranym 0:4 wyjazdowym spotkaniu z Lille OSC, gdy w 61. minucie zmienił Souleymane Camarę. W Nicei spędził dwa pełne sezony.
W lipcu 2007 roku Fanni odszedł do Stade Rennais FC, prowadzonego przez Guya Lacombe'a. 4 sierpnia wystąpił po raz pierwszy w barwach Rennes, które przegrało u siebie 0:2 z AS Nancy. Na koniec sezonu zajął z klubem 6. miejsce w Ligue 1.
Od 2010 do 2015 występował w barwach Olympique Marsylia, gdzie rozegrał 130 meczów. Z Marsylią sięgał raz po mistrzostwo Ligue 1, trzykrotnie po puchar ligi, oraz jeden super puchar Francji.
W sezonie 2015/2016 grał w Katarskim klubie Al-Arabi, skąd został ponownie sprowadzony do Olympique Marsylii w sezonie 2016/2017. 5 marca 2018 roku przeszedł on do kanadyjskiego Montreal Impact

## Kariera reprezentacyjna
W latach 2002–2003 Fanni występował w reprezentacji Francji U-21 prowadzonej przez Raymonda Domenecha. Ten sam człowiek powołał go w 2008 roku do francuskiej kadry A i 14 października Fanni zadebiutował w drużynie narodowej, w wygranym 3:1 towarzyskim spotkaniu z Tunezją.

## Statystyki kariery
| Sezon   | Klub                          | Kraj    | Rozgrywki  | Mecze | Bramki | Rozgrywki Europy                    | Mecze | Bramki |
| ------- | ----------------------------- | ------- | ---------- | ----- | ------ | ----------------------------------- | ----- | ------ |
| 1999/00 | FC Martigues                  | Francja | National   | 5     | 1      | -                                   | -     | -      |
| 2000/01 | FC Martigues                  | Francja | Division 2 | 31    | 0      | -                                   | -     | -      |
| 2001/02 | FC Martigues                  | Francja | Division 2 | 30    | 0      | -                                   | -     | -      |
| 2002/03 | RC Lens                       | Francja | Ligue 1    | 12    | 0      | Liga Mistrzów UEFA Liga Europy UEFA | 1 1   | 0 0    |
| 2003/04 | RC Lens                       | Francja | Ligue 1    | 21    | 0      | Liga Europy UEFA                    | 4     | 1      |
| 2004/05 | LB Châteauroux (wyp.)         | Francja | Ligue 2    | 33    | 1      | Liga Europy UEFA                    | 1     | 0      |
| 2005/06 | OGC Nice                      | Francja | Ligue 1    | 21    | 0      | -                                   | -     | -      |
| 2006/07 | OGC Nice                      | Francja | Ligue 1    | 36    | 0      | -                                   | -     | -      |
| 2007/08 | Stade Rennais FC              | Francja | Ligue 1    | 28    | 0      | Liga Europy UEFA                    | 5     | 0      |
| 2008/09 | Stade Rennais FC              | Francja | Ligue 1    | 37    | 2      | Liga Europy UEFA                    | 6     | 1      |
| 2009/10 | Stade Rennais FC              | Francja | Ligue 1    | 38    | 0      | -                                   | -     | -      |
| 2010/11 | Stade Rennais FC              | Francja | Ligue 1    | 11    | 0      | -                                   | -     | -      |
| 2010/11 | Olympique Marsylia            | Francja | Ligue 1    | 19    | 0      | Liga Mistrzów UEFA                  | 2     | 0      |
| 2011/12 | Olympique Marsylia            | Francja | Ligue 1    | 29    | 1      | Liga Mistrzów UEFA                  | 5     | 0      |
| 2012/13 | Olympique Marsylia            | Francja | Ligue 1    | 33    | 2      | Liga Europy UEFA                    | 9     | 1      |
| 2013/14 | Olympique Marsylia            | Francja | Ligue 1    | 22    | 0      | Liga Mistrzów UEFA                  | 4     | 0      |
| 2014/15 | Olympique Marsylia            | Francja | Ligue 1    | 10    | 1      | -                                   | -     | -      |
| 2015/16 | Al-Arabi                      | Katar   | Q-League   | 15    | 1      | -                                   | -     | -      |
| 2015/16 | Charlton Athletic F.C. (wyp.) | Anglia  | League One | 14    | 0      | -                                   | -     | -      |
| 2016/17 | Olympique Marsylia            | Francja | Ligue 1    | 17    | 0      | -                                   | -     | -      |

Aktualne na 18 grudnia 2016.